# 海神號遇險記
是一部1972年的美國災難電影，由羅納·尼梅執導，歐文·艾倫監製，改編自保羅·葛里克的1969年小說《The Poseidon Adventure》。主演是真·赫曼、喧尼斯·鮑寧、傑克·艾伯森、莎莉·溫德絲和列·畢頓。
入圍第45屆奧斯卡金像獎9個獎項，於1973年3月27日頒獎禮當晚贏得最佳視覺效果獎及最佳歌曲獎。

## 演員
- 真·赫曼 飾 史葛牧師（Reverend Frank Scott）
- 喧尼斯·鮑寧 飾 偵探米克·洛哥（Det. Mike Rogo）
- 列·畢頓 飾 占士·馬田（James Martin）
- 卡洛爾·琳蕾（英语：Carol Lynley） 飾 歌星蘭妮（Nonnie Parry）
- 羅尼·麥唐爾（英语：Roddy McDowall） 飾 侍應生艾格（Acres）
- 斯特拉·史蒂文斯 飾 蓮黛·洛哥（Linda Rogo）
- 莎莉·溫德絲 飾 貝兒（Belle Rosen）
- 傑克·艾伯森 飾 曼里（Manny Rosen）
- Pamela Sue Martin（英语：Pamela Sue Martin） 飾 少女蘇珊（Susan Shelby）
- 阿瑟·奧康納（英语：Arthur O'Connell） 飾 牧師（Chaplain John）
- 伊力·西（英语：Eric Shea） 飾 羅賓（Robin Shelby）
- 萊斯里·尼爾森 飾 船長Harrison
- 佛瑞德·沙多夫（英语：Fred Sadoff） 飾 Linarcos
- Byron Webster 飾 Purser
- Jan Arvan 飾 Dr. Caravello
- 希拉·阿倫（英语：Sheila Matthews Allen） 飾 護士
- John Crawford（英语：John Crawford (actor)） 飾 總工程師
- 鮑伯·黑斯廷斯（英语：Bob Hastings） 飾 M.C.
- Erik Nelson 飾 Tinkham

## 獎項與提名
此片獲2個奧斯卡金像獎、1個金球獎及1個BAFTA獎。

### 獲獎
- 奧斯卡最佳歌曲獎 - (Al Kasha & Joel Hirschhorn)，歌曲"The Morning After（英语：The Morning After (Maureen McGovern song)）"
- 奧斯卡最佳視覺效果獎 - (L.B. Abbott及A.D. Flowers)
- 金球獎最佳電影女配角 - 雪莉·雲達絲
- 英國電影學院獎最佳男主角 - (真·赫曼)

### 提名
- 奧斯卡最佳女配角獎 - (雪莉·雲達絲)
- 奧斯卡最佳美術指導獎  - (William J. Creber及Raphael Bretton)
- 奧斯卡最佳攝影獎 - (Harold E. Stine)
- 奧斯卡最佳服裝設計獎 - (Paul Zastupnevich)
- 奧斯卡最佳剪接獎  - (Harold F. Kress)
- 奧斯卡最佳配樂獎 - (約翰·威廉斯)
- 奧斯卡最佳混音獎 - (Theodore Soderberg及Herman Lewis)
- 金球獎最佳劇情片
- 金球獎最佳配樂 - (約翰·威廉斯)
- 金球獎最佳歌曲 - (Al Kasha & Joel Hirschhorn)，歌曲"The Morning After（英语：The Morning After (Maureen McGovern song)）"
- BAFTA最佳女配角獎 - (雪莉·雲達絲)

## 重拍片
於2005年拍攝，2006年暑假上映，故事背景改為現代郵輪，由華納電影製作及發行。

## 外部連結
- PoseidonAdventure.com
- 互联网电影数据库（IMDb）上《The Poseidon Adventure》的资料（英文）
- AllMovie上《The Poseidon Adventure》的资料（英文）
- TCM电影资料库上《The Poseidon Adventure》的资料（英文）
- 爛番茄上《The Poseidon Adventure》的資料（英文）
- 豆瓣电影上《海神號遇險記》的資料 （简体中文）
- 时光网上《海神號遇險記》的資料（简体中文）